# Medion ostroma
Medion ostroma az ókori görög világ i. e. 231-ben lezajlott katonai konfliktusa volt, amelynek során a Római Birodalommal szövetséges Aitólia ostromolta a makedónbarát Akarnania fővárosát, Mediont. Végül a város felmentésére siető Illír Királyság a városukból kitörő medioniak támogatásával megsemmisítő csapást mért az aitólokra. A korszak egyik legrettegettebb hadseregének veresége közvetlen következményeit tekintve szerepet játszott az illír–epiróta háború kirobbanásában, és hozzájárult ahhoz, hogy Agrón Illír Királyságának katonai jelentősége felértékelődjék. Hagyományosan nem szokás ugyan a Nyugat-Balkán római gyarmatosításával záruló illíriai háborúk eseményei között számon tartani, de szövetségeseiken keresztül a két hatalmi centrum, a Római Birodalom és Makedónia közötti egyik első összecsapásról van szó. Az ostrom leírása Polübiosz Hisztoriai című történelmi munkájában maradt fenn.

## Története
Déidameia epiróta királynőt i. e. 234-ben elűzték trónjáról, és Epirusz vidékének városállamai megalakították koinonjukat, az Epiróta Szövetséget. Miután korábbi fővárosukat, Ambrakiát az aitóliaiak elfoglalták, Phoinikét tették meg új székhelyükül. Ezzel párhuzamosan megszakították hagyományos katonai szövetségüket II. Démétriosz Makedóniájával, és csakhamar csatlakoztak a Róma-barát Aitól Szövetséghez. II. Démétriosz i. e. 231-ben háborút indított északi szomszédjai, a Longarosz vezette dardánok ellen. Ezt kihasználva az aitóliai erők ugyanazon év nyarán megtámadták a Makedóniával szövetséges Akarnaniát, és megindították a főváros, Medion ostromát. A dardánokkal lefoglalt II. Démétriosznak új szövetséges után kellett néznie. Agrón illír királlyal egyezett meg abban, hogy katonai segítségnyújtás fejében fennhatósága alá vonhatja az epiruszi területeket.
Agrón flottája száz lembosszal és ötezer harcossal i. e. 231 szeptemberében Medion alá hajózott, ahol az aitóliai sereg ostromolta a várost. Az illírek csöndes siklású lemboszaikkal az éjszaka leple alatt kikötöttek a város alatti öbölben, majd kora hajnalban öt szárnyra elosztva megtámadták az aitólok táborát. Az aitólok gyorsan reagáltak, és hamar felvették harcállásaikat a stratégiailag fontosabb magaslatokon. A kötött alakzatban támadó illírek azonban először könnyűgyalogságukat szórták szét, majd meghátrálásra késztették a lovasságot is. Utóbbiak a hoplitákkal összekeveredve egymást akadályozták a harcban. A fejetlenséget kihasználva az akarnaniaiak is kitörtek Medionból, és az aitólokat hátbatámadva döntötték el az összecsapás kimenetelét. Polübiosz történelmi munkája szerint sok aitól veszett oda a harctéren, de annál is nagyobb volt a hadifoglyok száma. Az illírek számottevő hadi zsákmányukkal együtt azonnal visszahajóztak Illíriába. Miután az illír uralkodó, Agrón személyesen nem volt jelen a csatában, Luan Përzhita albán történész azt feltételezi, hogy a király öccse – egy évvel később már forrásolhatóan az illír hadsereg főparancsnoka –, Szkerdilaidasz vezette győzelemre az illír sereget.
Polübiosz kihangsúlyozza a város felszabadításának zsoldosakció jellegét, hogy tudniillik az illírek nem a makedónok katonai szövetségeseként, hanem a hadi zsákmány és Epirusz Illíriához csatolása reményében mentették fel Mediont. Az Illír Királyság jól szervezett, ütőképes hadserege mégis egycsapásra számottevő katonai tényezővé vált a térségben. A diadal hírére örömünnepet ülő Agrón ugyan váratlanul meghalt, de özvegye – egyúttal a trónt öröklő kiskorú Pinnész gyámja – Teuta királyné a történelmi lehetőséget kihasználva fokozott erővel folytatta az illírek területszerző hódításait. A rákövetkező évben, i. e. 230-ban szintén győzelemre vitt illír–epiróta háború, és a nyomában fokozódó, egyre könyörtelenebb illír katonai tevékenységet a Római Birodalom végül megelégelte, és i. e. 229-ben kitört az illírek vereségével záruló első római–illír háború.